# Wysokie Małe
Wysokie Małe is een dorp in het Poolse woiwodschap Podlachië, in het district Kolneński. De plaats maakt deel uit van de gemeente Stawiski en telt 60 inwoners.